# همان آسمان (مجموعه تلویزیونی)
همان آسمان (به انگلیسی: The Same Sky) و (به آلمانی: Der gleiche Himmel) یک سریال تلویزیونی آلمانی محصول سال ۲۰۱۷ است. این مجموعه آلمان غربی را در دهه ۱۹۷۰ و دوران جنگ سرد به تصویر می‌کشد؛ و سرنوشت دو خانواده را در دو طرف دیوار برلین به نمایش می‌گذارد. داستان سریال در مورد رابطه یک مأمور امنیتی آلمان شرقی به نام «رومئو» (جاسوسی که از اغواگری برای کشف اسرار و اطلاعات استفاده می‌کند) با هدف مورد نظرش (یک زن ساکن آلمان غربی) است.
مجموعه همان آسمان به دو صورت سه قسمتی (بخش‌های طولانی) و شش قسمتی (بخش‌های کوتاه‌تر) به نمایش درآمد. این مجموعه توسط پائولا میلن و به کارگردانی الیور هرشبیگل و با ستارگانی چون سوفیا هلین و تام شیلینگ تولید شده‌است. فیلمنامه‌های سریال به زبان انگلیسی نوشته شده و توسط کارگردان به آلمانی ترجمه شده‌است. همان آسمان توسط یو اس آ فیکشن، بتا فیلم، زد دی اف و تلویزیون چک با همکاری راینمارک فیلمز ساخته شده‌است. فیلمبرداری مجموعه همان آسمان تاریخ ۲۴ اوت ۲۰۱۵ شروع و ۶ دسامبر ۲۰۱۵ در شهر پراگ به پایان رسیده‌است. موسیقی متن آن توسط والتر میر و وسلینا چاکارووا نوشته شده‌است. این سریال اولین بار مارس ۲۰۱۷ در آلمان پخش شد.
آمازون و نتفلیکس حق پخش بین‌المللی همان آسمان را به دست آوردند. سریال موفق مشابهی نیز به نام، آلمان ۸۳، وجود دارد که در آن یک جاسوس جوان اشتازی با هویت جعلی به آلمان غربی اعزام می‌شود.